# Salix blanda
Salix blanda är en videväxtart som beskrevs av Nils Johan Andersson. Salix blanda ingår i släktet viden, och familjen videväxter. Inga underarter finns listade i Catalogue of Life.